# Sounds of Silence
| Recensione | Giudizio       |
| ---------- | -------------- |
| Ondarock   | Pietra miliare |

Sounds of Silence è un album del duo statunitense Simon and Garfunkel, pubblicato nel 1966.

## Il disco
Da questo disco è tratto il brano The Sound of Silence nella versione nuova e più celebre (la versione originaria, solo acustica, è contenuta nel loro primo LP, Wednesday Morning, 3 A.M. che non ebbe successo). Paul Simon tocca uno dei suoi vertici espressivi: affronta il tema dell'incomunicabilità umana (poi ripresa anche in Bridge over Troubled Water), racconta sogni ed incubi con una lucidità poetica autentica, riuscendo nel tentativo ultimo di fornire un suono al silenzio. La struttura del pezzo è basata su strofe, l'atmosfera è dolce e malinconica.

## Tracce
Testi e musiche di Paul Simon, eccetto dove indicato
1. The Sound of Silence – 3:06 (Paul Simon)
2. Leaves That Are Green – 2:23 (Paul Simon)
3. Blessed – 3:16 (Paul Simon)
4. Kathy's Song – 3:20 (Paul Simon)
5. Somewhere They Can't Find Me – 2:38 (Paul Simon)
6. Anji – 2:15 (Davey Graham)
7. Richard Cory (Ispirato al poema di Edwin Arlington Robinson) – 2:57 (Paul Simon)
8. A Most Peculiar Man – 2:32 (Paul Simon)
9. April Come She Will – 1:51 (Paul Simon)
10. We've Got A Groovey Thing Goin' – 1:59 (Paul Simon)
11. I Am a Rock – 2:52 (Paul Simon)
12. Blues Run the Game – 2:55 (Jackson C. Frank)
13. Barbriallen – 4:06 (Traditional)
14. Rose of Aberdeen – 2:02 (Traditional)
15. Roving Gambler – 3:03 (Traditional)

Le ultime quattro tracce furono incluse in una versione rimasterizzata ad opera della Columbia Records nel 2001.

## Formazione

### Gruppo
- Paul Simon – voce, chitarra
- Art Garfunkel – voce

### Altri musicisti
- Glen Campbell – chitarra
- Hal Blaine – batteria